# Banque régionale de l'Ain
La banque régionale de l'Ain est une banque créée au XIXe siècle dans le département de l'Ain.

## Historique
En 1849, André Rive créé une banque à Belley. De 1883 à 1914, neuf agences sont créées dans l’Ain. En 1903, le siège social est transféré à Bourg-en-Bresse. À partir de 1919 elle s’appelle Banque Tendret, Rive et Cie. En 1953 elle devient B.R.A. (Banque Régionale de l’Ain) et le CIC est actionnaire majoritaire.

## Les présidents successifs
- Thierry de Valeuil
- Louis Lenoir
- Jean-Noël Reliquet
- Paul Deguerry

## la révolution technologique
Jean-Noël Reliquet décide la création de GAB et de TPV (Terminal Point de Vente) par le projet MOA (Multi Opératrice Automatique) lancé en 1976 sur l’ensemble des agences de l’Ain. Ce projet, en première mondiale, créait un réseau de GAB et TPV permettant de gérer ses comptes en direct avec l’ordinateur central, de retirer des espèces avec contrôle du solde, de déposer des espèces ou des chèques avec mise à jour automatique du solde, de faire des virement entre comptes, de prendre des rendez vous avec son conseiller, d’éditer des RIB.